# Salvation (singel The Cranberries)
Salvation – singel irlandzkiego zespołu rockowego The Cranberries, pochodzący z trzeciego studyjnego albumu grupy To the Faithful Departed. Utwór został nagrany w studio Windmill Lane Studios w 1995 roku. Poza zespołem w nagraniu utworu brała udział również sekcja dęta składająca się z Richiego Buckleya na saksofonie tenorowym, Michaela Buckleya na saksofonie barytonowym oraz Bruce’a Fairbairna na trąbce.

## Lista utworów
1. Salvation - 2:24
2. I'm Still Remembering (Album Version) - 4:48